# Miocardiopatía dilatada con ataxia
La miocardiopatía dilatada con ataxia, también llamada aciduria 3-metilglutacónica tipo V, es una rara enfermedad congénita y hereditaria de la que se han descrito muy pocos casos a nivel mundial, todos procedentes de una comunidad Huterita con fuerte endogamia, situada en el norte de Estados Unidos y sur de Canadá. Los síntomas principales son la existencia de una enfermedad del corazón, que técnicamente se denomina miocardiopatía dilatada, la cual da sus primeras manifestaciones a edad muy temprana, generalmente antes de los 3 años. Otros síntomas asociados son dificultad para andar (ataxia), alteraciones en el desarrollo de los testículos, retraso en el crecimiento y en el desarrollo motor, así como déficit intelectual y aciduria 3-metilglutacónica. El trastorno se hereda según un patrón autosómico recesivo y está causado por una mutación en el gen DNAJC19 que codifica una proteína que se localiza en las mitocondrias de las células musculares del corazón. El pronóstico no es bueno, por producirse con frecuencia la muerte a edad temprana debido a insuficiencia cardíaca o muerte súbita. La enfermedad comparte muchas característica con el Síndrome de Barth.